# Ахти, Теуво Тапио
Теуво («Тэд») Тапио Ахти (фин. Teuvo (“Ted”) Tapio Ahti; род. 1934) — финский ботаник и лихенолог.
Его долгая карьера началась в 1963 году в Хельсинкском университете, а затем, после выхода на пенсию в 1997 году, продолжилась в Ботаническом музее Финского музея естественной истории.
Известен как специалист по лишайникам семейства Кладониевые. Опубликовал более 280 научных работ. В 1994 году ему был посвящён выпуск Festschrift, а в 2000 году он был награждён медалью Ахариуса за пожизненный вклад в лихенологию. С 2012 года член редколлегии журнала «Новости систематики низших растений».